# Tatort: Quartett in Leipzig
Quartett in Leipzig ist ein Fernsehfilm von Kaspar Heidelbach und der 458ste Beitrag aus der Kriminalreihe Tatort. In dieser Crossover-Folge begegnen sich erstmals die Ermittlerduos Ballauf und Schenk aus Köln und Ehrlicher und Kain aus Leipzig. Die deutsche Erstausstrahlung erfolgte am 26. November 2000 im Ersten Programm der ARD.

## Handlung
Am Elsterwehr in Leipzig wird die Leiche von Dr. Maik Frei gefunden. Da er offensichtlich erschlagen wurde, wird die Kriminalpolizei verständigt. Während die Leipziger Kommissare Ehrlicher und Kain sich um diesen Fall kümmern, versuchen zeitgleich in Köln Ballauf und Schenk einen Mord in einem Intercity aufzuklären, bei dem ein Zugpassagier durch ein toxisches Medikament getötet wurde. Jemand hat es ihm in seine Kapseln eingespritzt, die er wegen eines Blasenleidens täglich einnehmen muss. Auch dieses Opfer ist ein Arzt. Da sich in seinen Sachen ein Handy befindet, wählt Ballauf die Nummer seines letzten Gesprächs und hat nun Kommissar Ehrlicher am anderen Ende, der das klingelnde Telefon aus der Hosentasche von Maik Frei genommen hatte. Nachdem sich beide davon überzeugen konnten, Kollegen zu sein, stellen sie fest, dass jedes der Opfer Mitglied der Burschenschaft Votania war.
Ehrlicher und Kain suchen das Haus der Burschenschaft auf, in welchem Maik Frei eine Wohnung hatte. Dort gab es augenscheinlich eine feucht-fröhliche Zusammenkunft, bei der es durchaus auch Streit gegeben haben dürfte. Sie erfahren, dass das Kölner Opfer bei Claudia Kleist, der Tochter eines angesehenen Lungenspezialisten, übernachtet hatte. Die wiederum ist eigentlich mit Professor Hauke verlobt, was jedoch nur von ihrem Vater so arrangiert wurde. Dennoch liegt darin für die Kommissare durchaus ein Mordmotiv, was jedoch nicht ihren Fall betrifft. Beide Opfer arbeiteten für Professor Kleist und betrieben dort Forschungsarbeit.
In Köln treten die Ermittler auf der Stelle und Ballauf ist der Meinung, dass die Lösung in Leipzig zu finden sei. Er will inoffiziell dorthin fahren und kann auch Schenk von seiner Idee überzeugen. Während Schenk in Leipzig ungewollt auf Ehrlicher trifft und so mit ihm zusammenarbeiten muss, nistet sich Ballauf als angeblicher Bruder des Kölner Opfers im Burschenschaftshaus ein. Als Kommissar Kain dort zu weiteren Befragungen der Burschenschaftsmitglieder eintrifft, gibt er sich ihm gegenüber als Kommissar Ballauf zu erkennen. Ballauf kommt mit Manuel Frei, dem Bruder des Leipziger Opfers, in näheren Kontakt und erfährt von ihm, dass er vermutet, dass sein Bruder von Karl Kuhn aus Eifersucht erschlagen wurde, weil auch Maik Frei in Claudia Kleist verliebt war und er seinen Nebenbuhler aus dem Weg haben wollte. Sein Bruder wiederum hätte Kuhn vergiftet, weil dieser irgendein Geheimnis aus der Klinik an die Öffentlichkeit bringen wollte. Für Ballauf hört sich das jedoch zu einfach an.
Kriminaltechniker Walter hatte sich mit den Krankenakten befasst, an denen das Leipziger Opfer zuletzt gearbeitet hatte. Dabei fiel ihm auf, dass die Unterlagen zu dem Patienten Simmer, der kurz nach einer Operation verstorben war, nicht auffindbar sind. Ballauf findet sie kurze Zeit später im Zimmer von Kuhn. Sie deuten auf einen Medikamentendeal in Kleists Klinik hin. Um das besser recherchieren zu können, begibt sich Kommissar Ehrlicher als Patient in diese Klinik, in der er schon längst hätte operiert werden sollen, es aber immer wieder aufgeschoben hatte. Mittlerweile befürchten seine Kollegen, dass man ihm in der Klinik etwas antun könnte, da es seit dem Fall Simmer einige Ungereimtheiten gibt und Kleist immer mehr in Bedrängnis gerät. Nach ihren Recherchen hatte er Patienten mit harmlosen Lungenerkrankungen einen Tumor diagnostiziert, den er mit seiner speziellen Kombination aus Operation und Medikation heilen wollte. So hatte er gesunde Patienten „gesund operiert“, um es als seine persönliche Errungenschaft hinzustellen. Während Kleist Ehrlicher das Narkosemittel verabreicht, prophezeit er ihm, dass er die Operation leider nicht überleben werde. In letzter Minute stürmen Ehrlichers Kollegen in den OP und holen ihn von dort weg.
Wieder auf den Beinen will Ehrlicher Kleist vor seiner versammelten Burschenschaft zur Rede stellen und ihn der Morde überführen. Frei hatte seine Manipulationen herausgefunden und wollte ihn erpressen, Kuhn dagegen wollte es dem Staatsanwalt melden. Dies sollte Kleist gestehen, schließlich gelte in der Burschenschaft die Ehre, die Ehrlichkeit und das Wort eines Mannes noch etwas. Unter diesem moralischen Druck erhebt sich plötzlich Kleists Sohn, er habe es für seinen Vater getan ...

## Hintergrund
Zum 30. Jahrestag der Tatortreihe sollte es mit der Episode Quartett in Leipzig einen besonderen Jubiläumskrimi geben. Zum ersten Mal ermitteln die Kölner Kommissare Ballauf und Schenk gemeinsam mit ihren ostdeutschen Kollegen Ehrlicher und Kain – eine deutsch-deutsche Begegnung, die wie bereits der allererste Tatort (Taxi nach Leipzig) in Leipzig spielt. Eine Wiederaufnahme der Beziehung gab es 2002 mit Rückspiel und auch die Nachfolger von Ehrlicher und Kain hatten mit Kinderland und Ihr Kinderlein kommet ihre Begegnung mit Ballauf und Schenk.
Die Dreharbeiten zu diesem Tatort erfolgten in Leipzig und Köln.

## Rezeption

### Einschaltquoten
Die Erstausstrahlung von Quartett in Leipzig am 26. November 2000 wurde in Deutschland von 9,90 Millionen Zuschauern gesehen und erreichte einen Marktanteil von 26,09 Prozent für Das Erste.

### Kritiken
Rainer Tittelbach von tittelbach.tv nennt diesen Tatort lediglich „harmlos“. „Bei ‚Quartett in Leipzig‘ interessiert es einen vor allem, wie es die vier Kommissare miteinander können.“ „Da wird anfangs heftig gefrotzelt“ und „im Grunde reagiert […] jeder gereizt, wenn ein anderer in sein Revier einringt“, „doch die Ressentiments sind schnell verflogen.“
Die Kritiker der Fernsehzeitschrift TV Spielfilm vergaben dagegen die beste Wertung (Daumen nach oben) und schrieben, der Krimi sei „Hübsch selbstironisch“.